# Аннексия оккупированных территорий Украины (2022)
Аннексия оккупированных территорий Украины Россией была объявлена 30 сентября 2022 года после проведения в четырёх оккупированных регионах Украины фиктивных референдумов о вхождении в состав России. Имитация референдумов была организована военно-гражданскими администрациями России и не соответствовала законодательству Украины и международному праву. Сфальсифицированные голосования проводились по одному сценарию в отсутствие конфиденциальности и в сопровождении вооружённых людей. После аннексии президент Украины Владимир Зеленский утвердил решение СНБО Украины о невозможности переговоров с президентом РФ Владимиром Путиным.
Россия заявила об аннексии территорий Донецкой, Луганской, Херсонской и Запорожской областей Украины, как оккупированных Россией, так и не оккупированных (центр Запорожской области — город Запорожье, в Донецкой области — города Славянск, Краматорск и др.).

## История
Я обращаюсь и к народу Украины... Хочу, чтобы вы меня услышали, дорогие друзья. Не верьте тем, кто пугает вас Россией, кричит о том, что за Крымом последуют другие регионы. Мы не хотим раздела Украины, нам этого не нужно.
В 2014 году президент РФ Владимир Путин в обращении в связи с аннексией Крыма уверял, что Россия не собирается аннексировать другие территории Украины. 21 февраля 2022 года Россия признала независимость ДНР и ЛНР, а утром 24 февраля началось вторжение России на Украину. В обращении к нации Владимир Путин уверял, что оккупация украинских территорий не планируется. Однако во время вторжения были захвачены обширные территории Украины, в частности большая часть территории Херсонской, Запорожской и Луганской областей. 23—27 сентября 2022 года на оккупированных территориях были проведены фиктивные «референдумы о присоединении к РФ», не получившие признания международного сообщества.

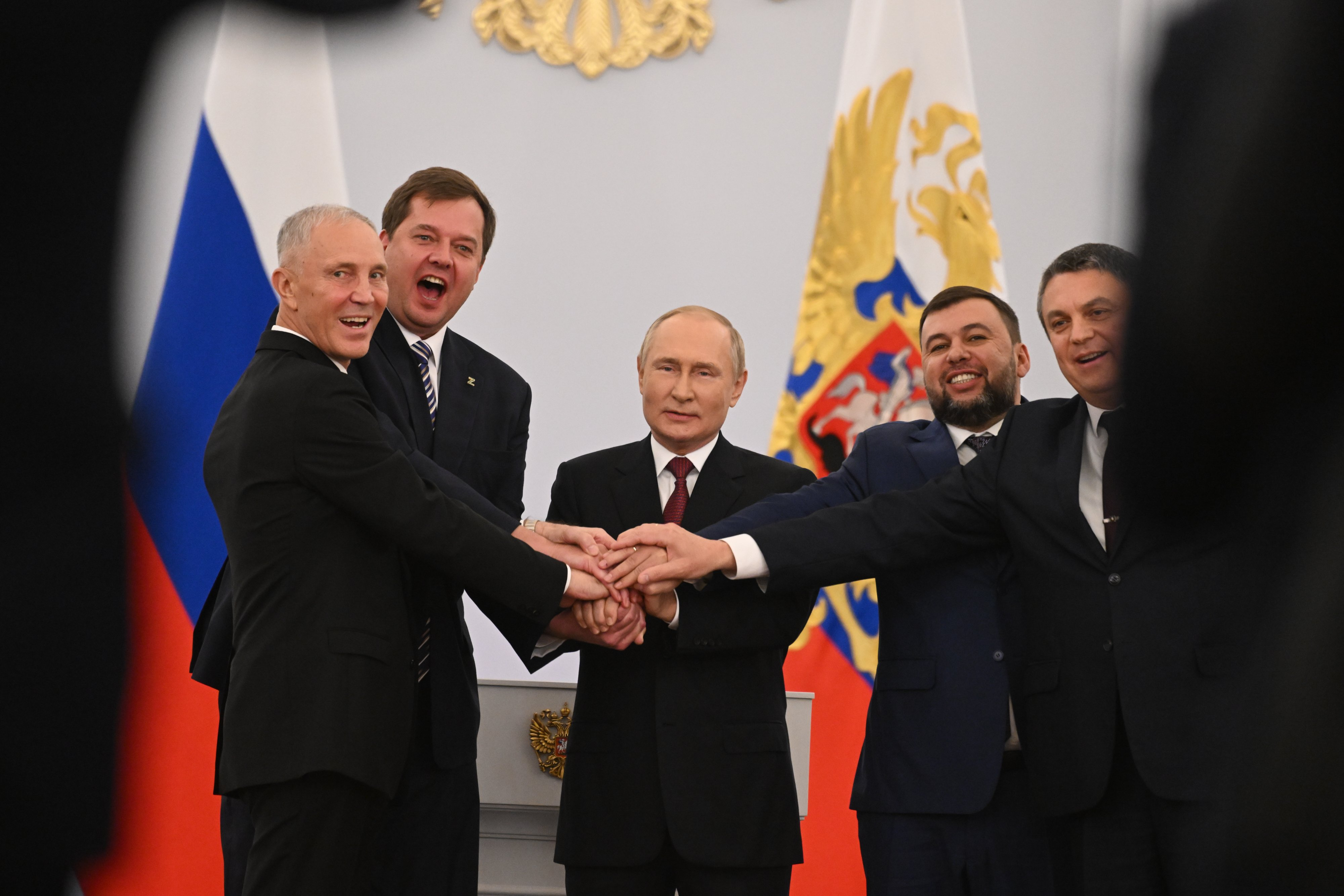
Президент России Владимир Путин с руководителями российских военно-гражданских администраций.
Москва, Кремль, 30 сентября 2022 года

## Оформление аннексии украинских территорий
Аннексия территорий была оформлена как одновременное подписание президентом РФ Владимиром Путиным договоров с главами «ДНР» и «ЛНР» Денисом Пушилиным и Леонидом Пасечником, а также главами российских оккупационных администраций Херсонской и Запорожской областей Владимиром Сальдо и Евгением Балицким. Ранее, в ночь с 29 на 30 сентября, Путин подписал указы о формальном признании независимости Херсонской и Запорожской областей.
По оценкам «Голоса Америки», сначала в Государственную думу внесут законопроекты о вхождении оккупированных регионов в состав Российской Федерации. После одобрения этих законопроектов обеими палатами Федерального собрания президент России Путин объявил об аннексии данных территорий.
2 октября Конституционный суд России признал соответствующими Конституции РФ все четыре договора о присоединении к России территорий Луганской, Донецкой, Запорожской и Херсонской областей. Адресуя «упрёки» в нарушении существующих международных границ другого государства и противоречии принципу ООН о воздержании от угрозы силой, суд утверждал, что этот принцип конкурирует с принципом «самоопределения народов» и «правом на самооборону». Би-би-си отметило, что председатель Конституционного суда Валерий Зорькин согласно закону «О Конституционном суде» должен был быть отстранён в связи с выражением своей позиции по делу, которое ему предстояло рассмотреть, так как ранее он присутствовал на подписании договоров в Кремле.
2 октября глава комитета Государственной Думы по госстроительству и законодательству Павел Крашенинников сделал ряд заявлений о том, как с точки зрения Российской Федерации будет происходить «присоединение к России» этих регионов: на них до конца 2022 года будет допускаться обращение гривны; жители данных областей будут получать гражданство России после подачи заявления и принесения присяги гражданина РФ; местные вооружённые силы предлагается влить в состав вооружённых сил РФ и других силовых ведомств. Также, по его словам, местные органы федеральных органов исполнительной власти должны появиться к 1 июня 2023 года.
3 октября спикер Госдумы Вячеслав Володин объявил, что нижняя палата парламента «единогласно» одобрила ратификацию договоров о «принятии в состав Российской Федерации» самопровозглашённых ДНР и ЛНР и оккупированных Запорожской и Херсонской областей Украины. Голосование проводилось четыре раза — по каждой аннексируемой территории отдельно:
|                                                                             | ДНР   | ЛНР   | Запорожская область | Херсонская область |
| --------------------------------------------------------------------------- | ----- | ----- | ------------------- | ------------------ |
| «За»                                                                        | 413   | 412   | 409                 | 411                |
| «Против»                                                                    | 0     | 0     | 0                   | 0                  |
| Воздержалось                                                                | 0     | 0     | 0                   | 0                  |
| Всего голосовавших (по официальным данным Госдумы РФ)                       | 413   | 412   | 409                 | 411                |
| Всего зарегистрированных на момент начала заседания                         | 408   | 408   | 408                 | 408                |
| Процент голосов «За» по данным Госдумы РФ (от общего числа депутатов)       | 92 %  | 92 %  | 91 %                | 92 %               |
| Процент голосов «За» по данным Госдумы РФ (от числа голосовавших депутатов) | 100 % | 100 % | 100 %               | 100 %              |

Некоторые СМИ отметили несовпадение количества присутствующих (в соответствии с результатами предварительной регистрации) на заседании депутатов (408) с числом проголосовавших (413, 412, 409 и 411). Вячеслав Володин отметил, что депутаты проголосовали единогласно, а расхождение в цифрах объяснил «техническим сбоем».
4 октября Совет Федераций проголосовал за присоединение к России Донецкой, Луганской, Херсонской и Запорожской областей Украины. После этого документы возвращаются в Кремль для окончательного подписания Владимиром Путиным.
Пресс-секретарь президента России Дмитрий Песков 3 октября на фоне наступлений ВСУ затруднился с ответом относительно границ аннексированных территорий Запорожской и Херсонской областей и сказал, что продолжится обсуждение данного вопроса с их населением.
5 октября Владимир Путин подписал закон о включении в состав России четырёх областей Украины.

## Оценки
Профессор международного права юридической школы университета Джорджии Диана Мари Аманн считает, что правовой переход статуса территорий от оккупированных до аннексированных был необходим России для того, чтобы юридически отказаться от выполнения норм международного права на оккупированных территориях. Согласно Четвёртой Женевской конвенции от 12 августа 1949 года, оккупированная территория считается суверенной территорией оккупированной страны — таким образом, жители этих территорий сохраняют украинское гражданство и подпадают под действие внутреннего законодательства Украины, и защищаются Женевскими конвенциями от посягательств на свои достоинство и права. Заявлением о том, что оккупированные территории принадлежат России, оккупант отвергает выполнение по отношению к местным жителям норм международного гуманитарного права, заменяя его внутренним российским законодательством, что, как отмечает Аманн, само по себе противоречит международному праву.
Политолог Eleanor Knott считает, что одним из последствий незаконных «референдумов» и последовавшей аннексии был подрыв легитимности и обесценивание крымского референдума 2014 года и российской аннексии Крыма.

## Международная реакция
Президент Украины Владимир Зеленский вскоре после выступления Путина в Кремле заявил, что Украина немедленно подаст заявку на вступление в НАТО в ускоренном режиме. США ввели новый пакет санкций против России. Под них попали родственники высокопоставленных российских чиновников, в том числе Дмитрия Медведева, Михаила Мишустина, Сергея Шойгу и Сергея Собянина. Глава ЦБ Эльвира Набиуллина была включена и в американский санкционный список, и в британский.
Президент США Джо Байден заявил:
США осуждают предпринятую сегодня мошенническую попытку России аннексировать суверенную территорию Украины. Россия нарушает международное право, попирает устав ООН и демонстрирует свое презрение к миролюбивым народам по всему миру.
Прошедшее 30 сентября 2022 г. заседание СБ ООН по проекту резолюции, представленной США и Албанией, об осуждении России за аннексию этих территорий, завершилось с 10 голосами «за», 4 «воздержавшимися» (Бразилией, Китаем, Габоном, Индией) и голосом «против» от России. Представитель РФ Василий Небензя обвинил составителей резолюции в «низкосортной провокации» с целью заставить Россию применить право вето. Заместитель Генерального секретаря ООН по вопросам политики и укрепления мира Розмари Дикарло осудила референдум и заявила:
Односторонние действия, направленные на то, чтобы придать видимость легитимности попытке захвата силой одним государством территории другого государства, сопровождаемые заявлениями о представлении воли людей, не могут считаться законными по международному праву.
Также вечером 30 сентября генеральный секретарь НАТО Йенс Столтенберг в ответ на просьбу Украины об «ускоренном вступлении» в эту организацию уклонился от прямой поддержки заявки Украины и подтвердил неизменную позицию альянса о том, что он открыт для новых членов. Он заявил, что решение о приёме должны принять все 30 союзников на основе консенсуса. Вместе с тем Столтенберг сообщил, что сейчас внимание НАТО сосредоточено на оказании немедленной поддержки Украине. По мнению издания Politico, этот шаг Владимира Зеленского был призван отвлечь внимание от тщательно срежиссированной речи Владимира Путина.
4 октября Министерство иностранных дел Северной Кореи заявило, что КНДР поддерживает заявленную Россией аннексию украинских территорий; КНДР стала первой страной, поддержавшей итоги «референдумов о присоединении к России».

Голосование о статусе аннексируемых территорий:

12 октября Генеральная Ассамблея ООН по результатам голосования осудила «организацию Российской Федерацией незаконных так называемых референдумов»; за резолюцию, поддерживающую территориальную целостность Украины, проголосовали 143 государства, 35 воздержались. Пять государств (Беларусь, Корейская Народно-Демократическая Республика, Никарагуа, Сирия и Россия) проголосовали против: Северная Корея рассчитывает, что Россия проголосует против наложения на неё санкций, в Никарагуа одобрено присутствие военного контингента РФ, и Россия перевооружает армию Никарагуа.
30 июля 2025 года первым (и на текущий момент единственным) государством—членом ООН, признавшим аннексию, стало Никарагуа.

## Дальнейшие события
Уже на следующий день после провозглашения аннексии четырёх областей, 1 октября город Лиман Донецкой области, частично блокировавшийся ВСУ с 23 сентября, был взят под контроль Украины.
Министр финансов России Антон Силуанов заявил, что для поддержки областей выделены средства из российского бюджета.
11 ноября российские войска отступили с правобережье Днепра, покинув Херсон.